# لی سانگ یون
لی سانگ یون (کره‌ای: 이상윤؛ زادهٔ ۱۵ اوت ۱۹۸۱) بازیگر اهل کره جنوبی است. او بیشتر به خاطر ایفای نقش در دو دوست (۲۰۱۱)، چشمهای فرشته (۲۰۱۴)، درباره زمان (۲۰۱۸)، وی‌آی‌پی (۲۰۱۹) و زن بی‌نظیر (۲۰۲۱) شناخته می‌شود.

## فیلم‌شناسی

### فیلم
| سال  | عنوان         | نقش       | توضیحات | منابع |
| ---- | ------------- | --------- | ------- | ----- |
| ۲۰۰۷ | جنسیت صفر است | گی جو     |         |       |
| ۲۰۱۴ | سانتا باربارا | جونگ وو   |         |       |
| ۲۰۱۶ | دیوانه        | نا نام سو |         |       |
| ۲۰۲۰ | اکی مادام     | چول سونگ  |         | [ ۱ ] |

### مجموعه تلویزیونی
| سال  | عنوان                     | نقش                       | توضیحات               | منابع  |
| ---- | ------------------------- | ------------------------- | --------------------- | ------ |
| ۲۰۰۷ | دراما سیتی – دگرگونی      | چارلز                     |                       | [ ۲ ]  |
| ۲۰۰۷ | ایر سیتی                  | کیم جونگ مین              |                       | [ ۳ ]  |
| ۲۰۰۷ | دراما سیتی – اسکای لاورز  | مون یی شیک                |                       |        |
| ۲۰۰۷ | دوست‌داشتنی یا نه          | سو وو جین                 |                       | [ ۴ ]  |
| ۲۰۰۸ | مقیاس مشیت                | کیم وو بین                |                       | [ ۵ ]  |
| ۲۰۰۸ | گریه نکن عشقم             | جانگ هیون وو              |                       | [ ۶ ]  |
| ۲۰۰۹ | به سوی زمین               | جانگ سونگ وو              |                       | [ ۷ ]  |
| ۲۰۱۰ | جه‌جونگ‌وون                 | جی سوک یونگ               | حضور افتخاری          | [ ۸ ]  |
| ۲۰۱۰ | زندگی زیباست              | یانگ هو سوب               |                       | [ ۹ ]  |
| ۲۰۱۰ | هیچ جا خونه خود آدم نمیشه | کانگ شین وو               |                       |        |
| ۲۰۱۱ | دو دوست                   | گی دونگ                   |                       | [ ۱۰ ] |
| ۲۰۱۲ | دختر من سو یونگ           | کانگ وو جه                |                       |        |
| ۲۰۱۳ | الهه آتش                  | شاهزاده گوانگ‌هه           |                       |        |
| ۲۰۱۴ | چشمهای فرشته              | پارک دونگ جو / دیلان پارک |                       |        |
| ۲۰۱۴ | بازی دروغ                 | هو وو جین                 |                       |        |
| ۲۰۱۵ | زنان نامهربان             | بازیگر تاپ                | حضور افتخاری (قسمت ۳) | [ ۱۱ ] |
| ۲۰۱۵ | بیست سالگی                | چا هیون سوک               |                       |        |
| ۲۰۱۶ | در مسیر فرودگاه           | سو دو وو                  |                       |        |
| ۲۰۱۷ | زمزمه                     | لی دونگ جون               |                       |        |
| ۲۰۱۸ | درباره زمان               | لی دو ها                  |                       |        |
| ۲۰۱۹ | وی‌آی‌پی                    | پارک سونگ جون             |                       |        |
| ۲۰۲۱ | زن بی‌نظیر                 | هان سونگ ووک / الکس چانگ  |                       | [ ۱۲ ] |
| ۲۰۲۳ | پاندورا: زیر بهشت         | پیو جه هیون               |                       | [ ۱۳ ] |